# Lognes
Lognes – miejscowość i gmina we Francji, w regionie Île-de-France, w departamencie Sekwana i Marna.
Według danych na rok 1990 gminę zamieszkiwały 12 973 osoby, a gęstość zaludnienia wynosiła 3850 osób/km² (wśród 1287 gmin regionu Île-de-France Lognes plasuje się na 205. miejscu pod względem liczby ludności, natomiast pod względem powierzchni na miejscu 795.).
W mieście jest ulica Lecha Wałęsy (Rue Lech Walesa).